# Wes Matthews
Wesley Joel Matthews, Sr. (ur. 24 sierpnia 1959 w Sarasocie) – amerykański koszykarz, obrońca, dwukrotny mistrz NBA.
Jest ojcem Wesley'a Matthewsa zawodnika Dallas Mavericks.

## Osiągnięcia
NBA
- 2-krotny mistrz NBA (1987, 1988)[1]

Inne
- Mistrz CBA (1989)[2]
- Wicemistrz USBL (1995)
- MVP meczu gwiazd ligi włoskiej (1989)
- Laureat nagrody Best Import Award (1991 – Filipiny)
- Zaliczony do I składu USBL (1991)[3]